# Holland (Nueva York)
Holland es un pueblo ubicado en el condado de Erie en el estado estadounidense de Nueva York. En el año 2000 tenía una población de 3.603 habitantes y una densidad poblacional de 38,8 personas por km².
En Holland se celebra anualmente un Festival del Tulipán (el segundo fin de semana de mayo).

## Geografía
Holland se encuentra ubicado en las coordenadas 42°38′28″N 78°32′28″O / 42.64111, -78.54111.

## Demografía
Según la Oficina del Censo en 2000 los ingresos medios por hogar en la localidad eran de 46 708$, y los ingresos medios por familia eran $55 885. La renta per cápita para la localidad era de 19 196. Alrededor del 9,7% de la población estaba por debajo del umbral de pobreza.